# Deformação da asa

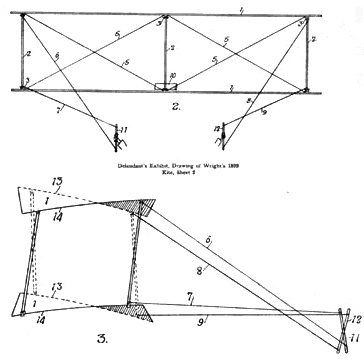
Diagrama da pipa dos irmãos Wright em 1899, mostrando o reforço da asa e cordas presas a bastões de mão usados para causar a deformação da asa durante o vôo.

Deformação da asa ("wing warping" em inglês) foi um sistema inicial para controle lateral ("rolagem") de uma aeronave de asa fixa. A técnica, utilizada e patenteada pelos irmãos Wright, consistia em um sistema de roldanas e cabos para "torcer" os bordos de fuga das asas em direções opostas. Em muitos aspectos, essa abordagem é semelhante à usada para reduzir o desempenho de um avião de papel enrolando o papel na parte de trás de suas asas.

## Descrição
Em 1900, Wilbur Wright escreveu: 
Depois que Wilbur demonstrou o método, Orville observou: 
As aves usam visivelmente a deformação das asas para obter o controle. Esta foi uma influência significativa sobre os primeiros projetistas de aeronaves. Os irmãos Wright foram o primeiro grupo a usar asas deformadas. Seu primeiro avião imitou os padrões de voo e a forma das asas dos pássaros.
Na prática, uma vez que a maioria dos projetos de empenamento das asas envolvia a flexão de membros estruturais, eles eram difíceis de controlar e passíveis de causar falhas estruturais. Os ailerons começaram a substituir a deformação das asas como o meio mais comum de alcançar o controle lateral já em 1911, especialmente em projetos de biplanos. As asas de monoplano do período eram muito mais flexíveis e provaram ser mais passíveis de empenamento da asa - mas mesmo para projetos de monoplano, os ailerons se tornaram a norma depois de 1915.
O controle lateral (rolagem) nas primeiras aeronaves era "problemático" na melhor das hipóteses. Uma asa excessivamente flexível e com torção involuntária pode causar rolamento involuntário, mas, pior ainda, pode converter tentativas de correção, seja de empenamento da asa ou ailerons, em um efeito contrário tipo "servo tab". Uma vez que isso foi totalmente entendido, as estruturas das asas tornaram-se progressivamente mais rígidas, impedindo completamente a deformação das asas – e as aeronaves tornaram-se muito mais controláveis no plano lateral.
A tecnologia atual permitiu que os cientistas revisitassem o conceito de deformação das asas (também conhecido como "morphing wings").

## Aplicações
A deformação das asas era uma característica comum das primeiras aeronaves, incluindo:
- O Wright Flyer (1903)
- O Santos-Dumont Demoiselle (1907), o primeiro construído em casa.
- O Antoinette V (1908), uma variante de deformação das asas do Antoinette IV.
- O Blériot XI (1909), que fez o primeiro voo sobre uma grande massa de água, especificamente o Canal da Mancha.
- O Etrich Taube (1910) originalmente usava um estabilizador horizontal deformável através de cabo para dar funcionalidade de profundor também
- O Nieuport IV (1911), monoplano de corrida e esporte usado para o primeiro loop.
- O Bristol Coanda Monoplanes (1912), cujas falhas estruturais (juntamente com as de um Deperdussin monoplano) levaram à proibição de monoplanos no "Royal Flying Corps".
- O Royal Aircraft Factory B.E.2 (1912), primeiras versões, usavam deformação das asas, enquanto a variante "C" e posteriores usavam ailerons.
- O Morane-Saulnier L (1913), o primeiro caça e o primeiro a abater outro avião.
- O Morane-Saulnier N (1914), um "batedor" francês da Primeira Guerra Mundial derivado dos anteriores G e H
- O Caudron G.4 (1915), um biplano francês com dois motores.
- O Fokker Eindecker (1915), o primeiro caça alemão.
- O Fokker D.III (1916), um dos últimos caças operacionais com deformação das asas.
- O Christmas Bullet (1919), cujas asas empenadas e longarinas de aço soltas contribuíram para sua notoriedade.

## Reavaliação moderna
Vários dos aviões de reprodução construídos para o filme "Those Magnificent Men in Their Flying Machines" usaram os sistemas de controle de deformação das asas da aeronave original – com resultados mistos. A deformação da asa do "Avro Triplane" provou ser surpreendentemente bem-sucedida, enquanto na reprodução do Antoinette, com sua asa muito flexível, a deformação da asa ofereceu pouco controle lateral efetivo. Uma vez que os ailerons originais do estilo Antoinette provavelmente teriam sido ainda menos eficazes, ailerons "modernos" discretos foram inseridos - mesmo com estes, o controle lateral permaneceu muito pobre.
A "wing morphing" é uma extensão moderna de deformação da asa em que a forma aerodinâmica da asa é modificada sob controle do computador. A pesquisa neste campo é conduzida principalmente pela NASA, como com a "Mission Adaptive Wing" (MAW) testado a partir de 1985 no General Dynamics–Boeing AFTI/F-111A Aardvark.
Muitas grandes empresas e cientistas estão trabalhando no desenvolvimento do "wing morphing". A NASA está trabalhando para desenvolver uma "morphing wing" feita de células que se torcem para imitar os pássaros. As células que a NASA está usando para construir a asa são pequenos módulos pretos que consistem em fibra de carbono. As asas um dia poderão formar aviões civis que voam em quaisquer condições. Atualmente, a NASA está se concentrando em drones não tripulados.
A Inman é outra empresa que trabalha nas "morphing wings". Inman trabalha com biólogos de pássaros na esperança de imitar totalmente os padrões de voo dos animais. As empresas automobilísticas investiram na Inman para aplicar técnicas de "transformação de asas" em carros para torná-los mais eficientes em termos de combustível.